# San Miguel de Baleñá (Osona)
San Miguel de Baleñá[cita requerida] (en catalán y oficialmente Sant Miquel de Balenyà) es una entidad municipal descentralizada del municipio de Seva, en la comarca de Osona, provincia de Barcelona. Se accede a ella por la carretera local BV-5303 que la conecta con Seva y con la C-17. Cuenta con estación de ferrocarril de la línea Barcelona-Puigcerdá. 
Su población a 1 de enero de 2014 era de 1259 habitantes (650 varones y 609 mujeres).

## Historia
En 1875 se creó la estación de ferrocarril Balenyà-Tona-Seva de la línea Barcelona-Puigcerdà cercana a estas tres localidades. Alrededor de ella surgió un núcleo de población que se extendió por los municipios de Seva y Balenyá (principalmente) e incluso por los de Tona y Malla. En 1946 se construyó una iglesia parroquial bajo la advocación de San Miguel de los Santos. A pesar de la voluntad de los vecinos de constituirse en municipio independiente, la totalidad del núcleo urbano fue anexionado al municipio de Seva en 1996.
El 5 de agosto de 2014 se aprobó el decreto 117/2014 por el cual se convertía en una entidad municipal descentralizada, logrando un cierto nivel de autonomía.